# Gangapurna
Die Gangapurna (nepali: gaṅgāpūrṇa) ist ein Siebentausender im Himalaya in Nepal. Mit 7455 m ist die Gangapurna der auf der Liste der höchsten Berge der Welt auf Platz 57.

## Name
Gangapurna ist ein Doppelwort aus dem Sanskrit, der Name des Berges setzt sich zusammen aus ganga (eine Göttin in der hinduistischen Mythologie die heiliges Wasser auf die Erde brachte) und purna (erfüllt von). Gangapurna kann demnach als „Die wasserspendende Göttin“ bezeichnet werden. Bis 1965 wird der aus der Bevölkerung stammende Name in der Fachliteratur schon genannt, aber erst nach der Erstbesteigung wurde er von der nepalesischen Regierung endgültig akzeptiert. Der Name ist auch im Deutschen ein Femininum.

## Lage und Topografie
Die Gangapurna ist ein Berg des Annapurna Himal. Dieses Gebirgsmassiv erstreckt sich in westöstliche Richtung und besteht aus mehreren selbständigen Bergen. Die Gangapurna ist ein zentraler Gipfel in dem von Westen herführenden Hauptkamm der Annapurna I (8091 m) und bildet eine formschöne Gipfelpyramide über dem Dorf Manang im Norden. In südöstlicher Richtung befindet sich in unmittelbarer Nachbarschaft durch eine 6892 m hohe Scharte getrennt die Annapurna III (7555 m). Der Gangapurnagletscher endet im Norden mit einem imposanten Eisbruch im Manang-Tal.

## Erstbesteigung
Die Erstbesteigung der Gangapurna gelang im Rahmen der ersten deutschen Himalaya-Expedition nach dem Zweiten Weltkrieg einem Bergsteigerteam um den Expeditionsleiter Günter Hauser. Am 6. April 1965 erreichte die Expedition das Basislager am Ende des Modi Khola auf 3750 m. Die Route verläuft weiter über den Östlichen Annapurnagletscher bis zum Fuß der Südflanke der Gangapurna. Diese 450 Meter hohe und bis zu 55° steile Eiswand wurde am 5. Mai 1965 endgültig durchstiegen und das Lager 5 in der 6892 m hohen Scharte zwischen Gangapurna und Annapurna III eingerichtet. Am 6. Mai 1965 konnte der Gipfel über den Ostgrat bestiegen werden. Zum Team gehörten Günter Hauser, Erich Reismüller, Hermann Köllensperger, Ludwig Greissl, Ang Tempa (Sirdar) und Phudorje II. Bemerkenswert ist, dass zwei Tage später die restlichen vier deutschen Teilnehmer Klaus Ekkerlein, Herbert Wünsche, Otto Seibold, K. H. Ehlers und der Sherpa Pemba Norbu ebenfalls am Gipfel standen.